# Dorfkirche Lohma

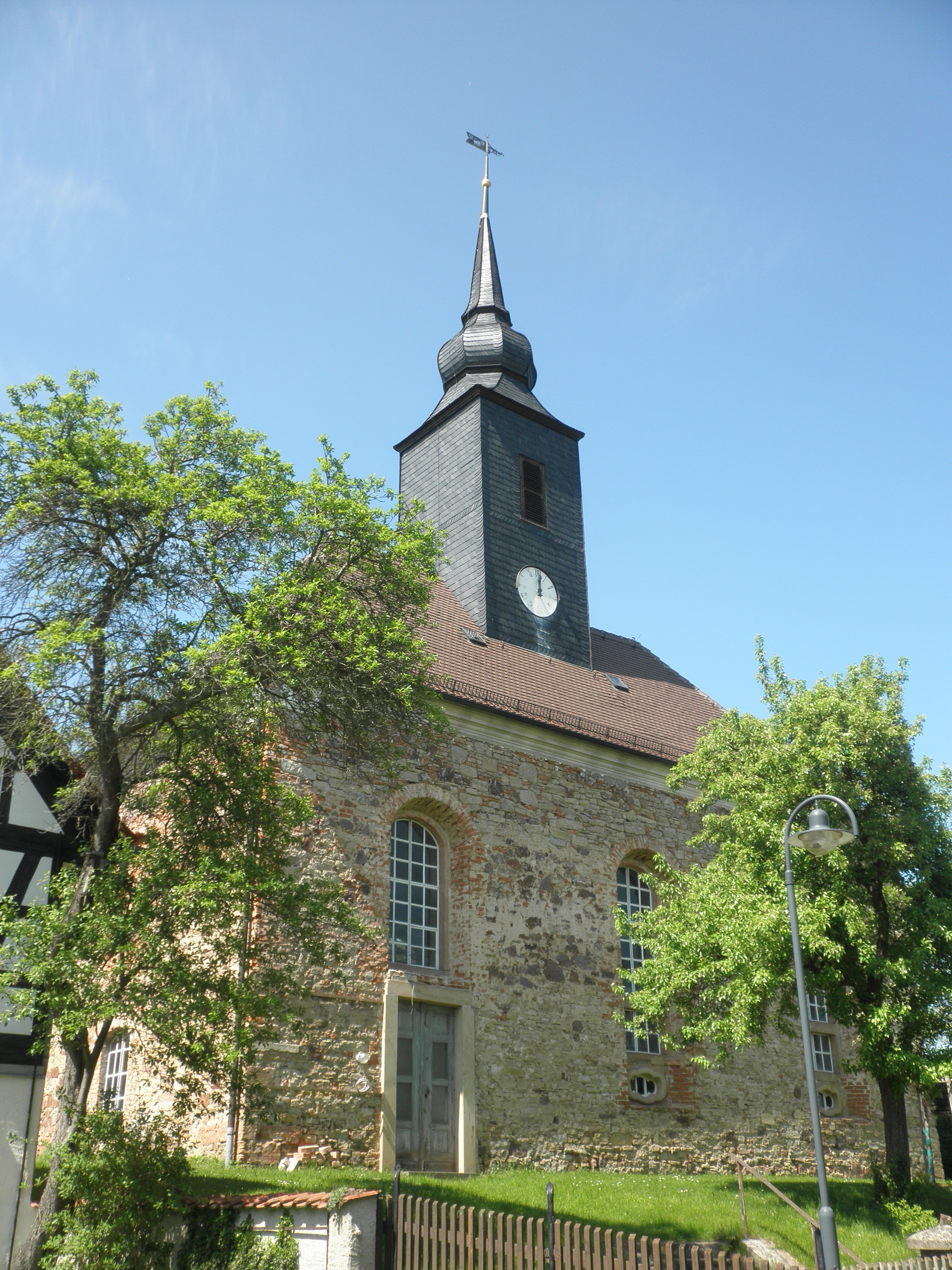
Die Kirche

Die evangelische Dorfkirche Lohma steht im Ortsteil Lohma der Stadt Schmölln im Landkreis Altenburger Land in Thüringen.

## Geschichte
Nachdem die 1487 ersterwähnte Vorgängerkirche nicht mehr den Anforderungen genügte, wurde die evangelische Saalkirche 1738 mit Korbbogenfenstern sowie Walmdach und Dachreiter als Gutsherrenstiftung erbaut. Unter flacher Decke hatte sie eine bescheidene barocke Ausstattung aus der Erbauungszeit. 1884 und 1956 erfolgten Restaurierungen. Im Inneren befindet sich die letzte Orgel – und einst die größte – aus der Werkstatt Wilhelm Leberecht Herbrig (Sachsen) von 1861. Das Instrument wurde 1884 von C. E. Jehmlich, Dresden, aus Kötzschenbroda nach hier umgesetzt. Heute sind der Fußboden, Gestühl und Orgel ausgebaut.
2003 wurde das Gotteshaus dank einer erfolgten Renovierung, gefördert durch die „Stiftung KiBa“ von einer halben Million Euro Kirche des Monats Januar.